# Fruktsallad (musikalbum)
Fruktsallad är ett barnalbum av Dan och Gullan Bornemark från 1995.

## Låtlista
1. Tutti frutti
2. Ananas jazz
3. Ett hallon i sjönöd
4. Figge & Sigge
5. Dan Banan
6. Grönäppel & Rödäppel
7. En frukt-ansvärd affär
8. Mango tango
9. Gånglåt för russin
10. Aprikos blues
11. Kiwi
12. Ragtime lime
13. Månen är melon

Bonusspår
1. Tutti frutti - Instrumental version
2. Dan Banan - Instrumental version
3. Ananas jazz - Instrumental version